# Mimumesa
Mimumesa ist eine Gattung der Grabwespen (Spheciformes) aus der Familie Crabronidae. Es sind weltweit 29 Arten bekannt, von denen 10 in der Paläarktis verbreitet sind. 8 Arten kommen in Europa vor.

## Merkmale
Einige Arten der Gattung haben einen stark stielförmig verjüngten Hinterleib. Der Hinterleib der mitteleuropäischen Arten ist komplett schwarz gefärbt. Die Gattung kann von der ähnlichen Gattung Mimesa vor allem durch die gut entwickelte Stirnfurche unterschieden werden, die bis zur Querfurche unterhalb der Fühlerbasis reicht. Bei der ähnlichen Gattung ist sie nur kurz oder fehlt.

## Lebensweise
Die Weibchen legen ihre Nester in morschem Holz oder im Erdboden an. Die mehrzelligen Nester werden mit Zikaden aus den Familien der Zwergzikaden (Cicadellidae) oder Delphacidae verproviantiert. Pro Zelle werden fünf bis zehn Tiere eingebracht. Die Beute wird im Flug mittels des mittleren Beinpaars gehalten, sehr kleine Zikaden werden auch nur mit den Mandibeln gepackt.

## Arten (Europa)
- Mimumesa atratina (F. Morawitz 1891)
- Mimumesa beaumonti (van Lith 1949)
- Mimumesa dahlbomi (Wesmael 1852)
- Mimumesa littoralis (Bondroit 1934)
- Mimumesa sibiricina R. Bohart 1976
- Mimumesa spooneri (Richards 1948)
- Mimumesa unicolor (Vander Linden 1829)
- Mimumesa wuestneii (Faester 1951)

## Belege